# Миколаївка (Рубанівська сільська громада)
Микола́ївка — село в Україні, у Рубанівській сільській громаді Каховського району Херсонської області. Населення становить 757 осіб.

## Історія
Станом на 1886 рік у селі Рубанівської волості Мелітопольського повіту Таврійської губернії мешкало 1217 осіб, налічувалось 225 дворів, існували римо-католицький молитовний будинок та лавка.
Під час організованого радянською владою Голодомору 1932—1933 років померло щонайменше 93 жителі села.
24 лютого 2022 року село тимчасово окуповане російськими військами під час російсько-української війни.

## Населення
Згідно з переписом УРСР 1989 року чисельність наявного населення села становила 791 особа, з яких 353 чоловіки та 438 жінок.
За переписом населення України 2001 року в селі мешкало 739 осіб.

### Мова
Розподіл населення за рідною мовою за даними перепису 2001 року:
| Мова       | Відсоток |
| ---------- | -------- |
| українська | 98,28 %  |
| російська  | 1,59 %   |
| польська   | 0,13 %   |